# IPad Pro (2015)
De iPad Pro is de eerste iPad uit de iPad Pro-serie van het Amerikaanse bedrijf Apple Inc. De 12,9-inch-versie werd aangekondigd op 9 september 2015 en was sinds september dat jaar verkrijgbaar. Deze iPad Pro is 6,9 mm dik en heeft hetzelfde gewicht als de originele iPad uit 2010, dit terwijl de iPad Pro 78% groter schermoppervlak heeft. Op 21 maart 2016 werd de 9,7-inch-versie aangekondigd. Deze was sinds maart dat jaar verkrijgbaar. De iPad Pro heeft een 64 bit-Apple A9-processor met de M9-coprocessor.

## Ontwerp
De iPad Pro is met zijn schermdiagonaal van 32,7 cm (12,9 inch) de eerste grote iPad. Hij heeft een resolutie van 2732 × 2048 pixels bij 264 ppi. Met de splitscreenfunctie kan de gebruiker multitasken. Er zitten veel nieuwigheden in deze versie van de iPad. Zo zijn er vier luidsprekers aanwezig die zich aanpassen door afhankelijk van hoe de iPad Pro vastgehouden wordt, automatisch de richting van de hoge frequenties te veranderen. Er zit ook een "smart connector" aan de zijkant die een toetsenbord kan verbinden en van stroom voorzien. Apple heeft zelf een toetsenbord ontwikkelt, maar dit wordt niet standaard meegeleverd. Het is wel mogelijk er een ander toetsenbord aan te koppelen. Het is ook de eerste iPad die ondersteuning biedt voor een Apple Pencil: hiermee kan de gebruiker tekenen op de iPad. De Apple Pencil is de enige stylus die met deze iPad Pro samenwerkt.

## Software
De iPad Pro wordt geleverd met het besturingssysteem iOS 9.
De iPad Pro wordt geleverd met enkele vooraf geïnstalleerde applicaties: Siri, Safari, Mail, Boeken, Foto's, Kaarten, FaceTime, Kiosk, Berichten, iTunes Store, App Store (iOS), Agenda, Muziek, Video's, Klok, Herinneringen, Contacten, Camera, Notities, Photo Booth en Game Center. Apple biedt ook hun eigen GarageBand- en iWork-pakket gratis aan bij activatie.

## Hardware
De iPad Pro bezit vele interne componenten vergelijkbaar met de iPhone 6s, zoals de A9-chip met 64 bits-architectuur en M9-bewegingsprocessor. Hij bezit ook een 8 megapixel-Autofocus iSight-camera met 1080p-HD-video-opnamefunctie aan de achterzijde en een 1,2 megapixel-HD-camera met 720p-HD-video aan de voorzijde om videogesprekken mee te voeren.
De 12,9 inch iPad Pro komt in drie kleuren: spacegrijs, goud en zilver. De 9,7-inch-versie bracht nog een extra kleur met zich mee: roségoud. Bij de 12,9-inch-versie kan men kiezen tussen 32 of 128 GB opslagcapaciteit met optioneel mobiel internet (deze variant is enkel beschikbaar in 128 GB opslag). Bij de 9,7-inch-variant was kon men ook 256 GB opslag krijgen, alsook mobiel internet bij 32 GB. De iPad is vier keer zo snel als de iPad Air 2.